# The Unholy Three (1925)
The Unholy Three is een Amerikaanse misdaadfilm uit 1925 onder regie van Tod Browning. Destijds werd de film in Nederland uitgebracht onder de titel Het goddeloze drietal.

## Verhaal
Een buikspreker, een dwerg en een krachtpatser verlaten het circus om juwelendieven te worden. Ze nemen een nieuwe identiteit aan en bestelen argeloze mensen door middel van een list met een dierenwinkel.

## Rolverdeling
| Acteur           | Personage          |
| ---------------- | ------------------ |
| Lon Chaney       | Professor Echo     |
| Mae Busch        | Rosie O'Grady      |
| Matt Moore       | Hector McDonald    |
| Victor McLaglen  | Hercules           |
| Harry Earles     | Tweedledee         |
| Matthew Betz     | Regan              |
| Edward Connelly  | Rechter            |
| William Humphrey | Advocaat           |
| E. Alyn Warren   | Openbare aanklager |